# Saranthe marcgravii
Saranthe marcgravii là một loài thực vật có hoa trong họ Marantaceae. Loài này được Pickel miêu tả khoa học đầu tiên năm 1939.